# Franz Joseph van der Grinten

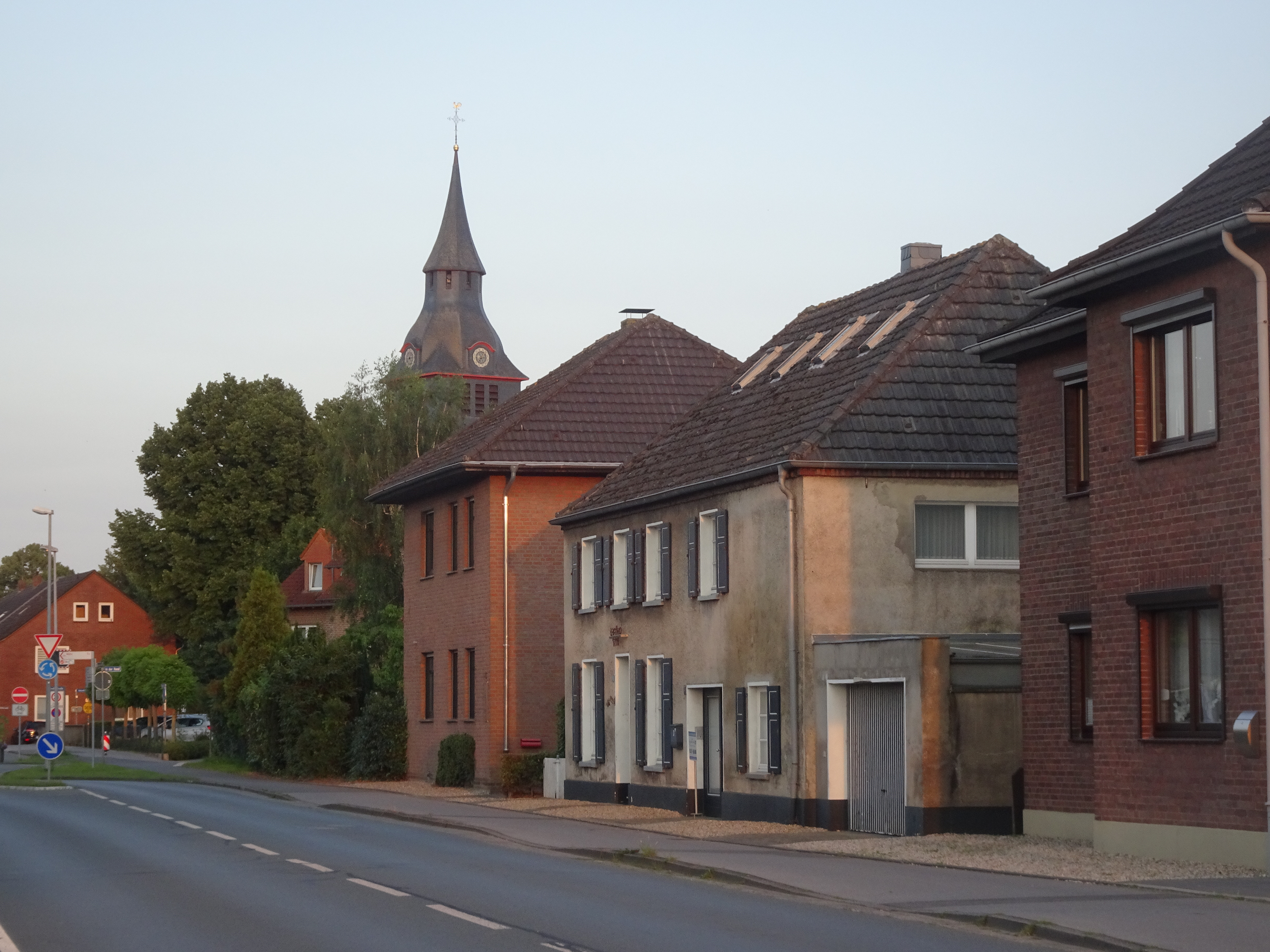
Ouderlijk huis in Kranenburg

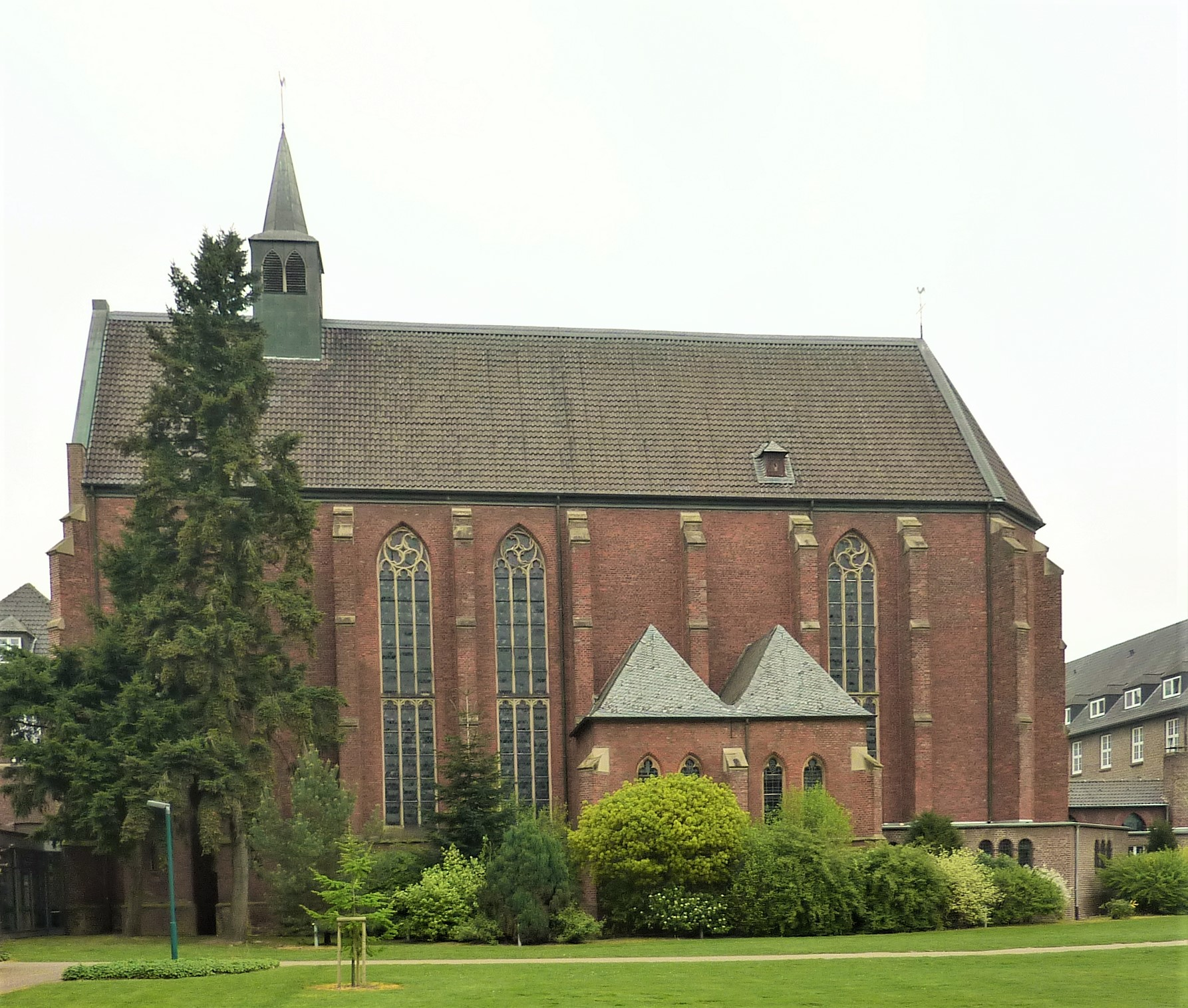
Collegium Augustinianum Gaesdonck, stichtskerk

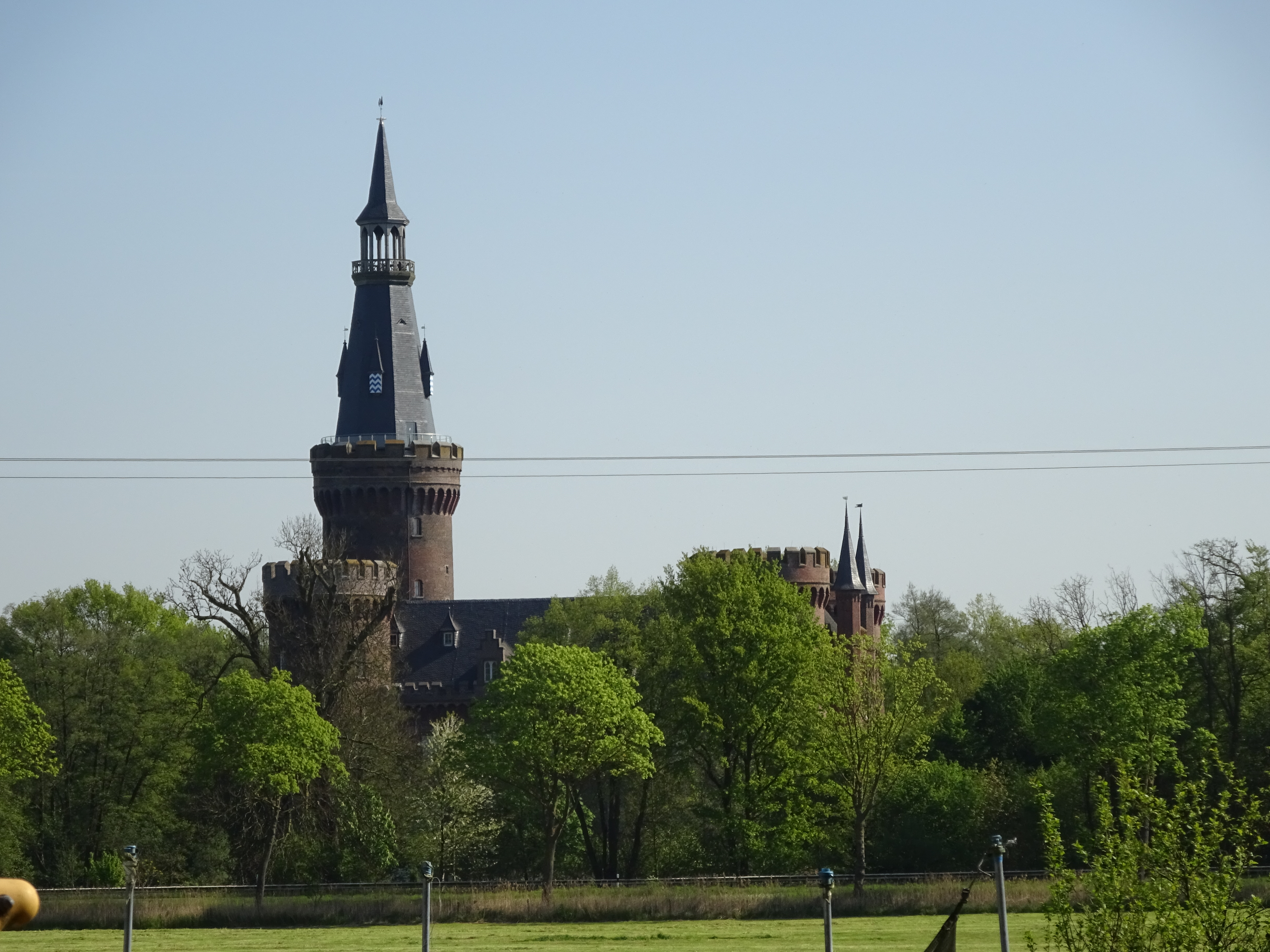
Slot Moyland

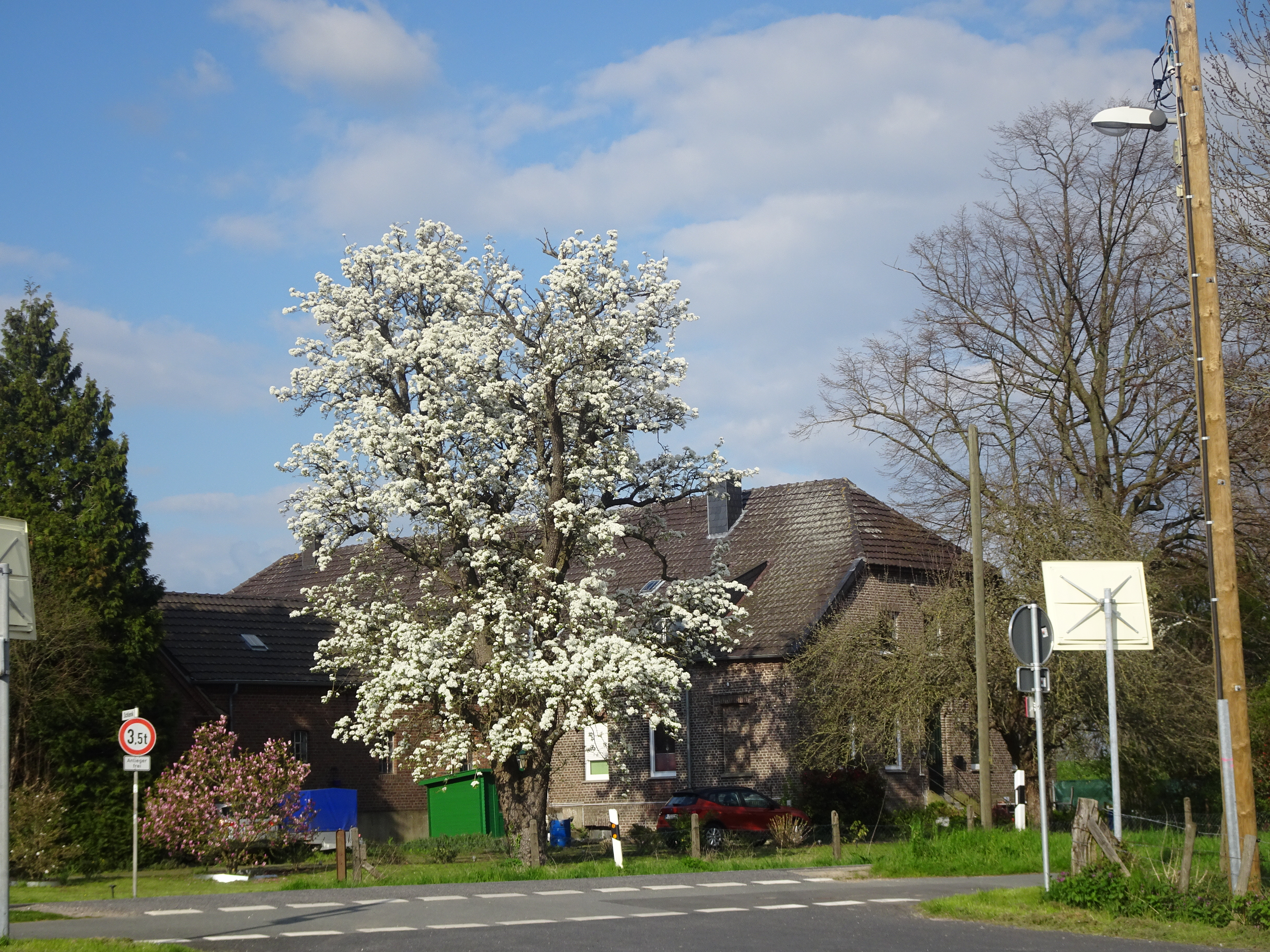
Erfgen in Till-Moyland

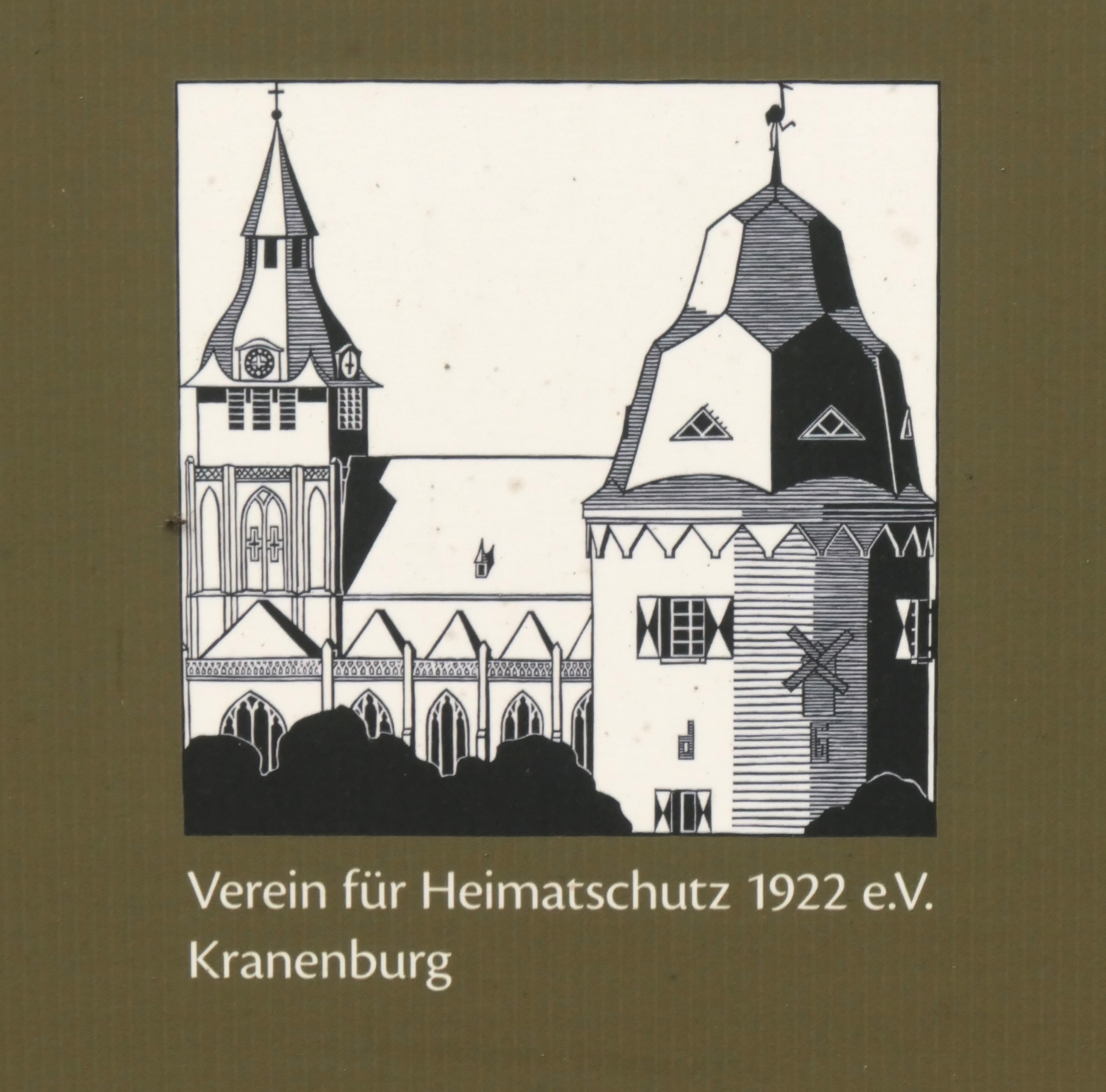
Logo Heimatverein Kranenburg naar een prent van Franz Joseph van der Grinten

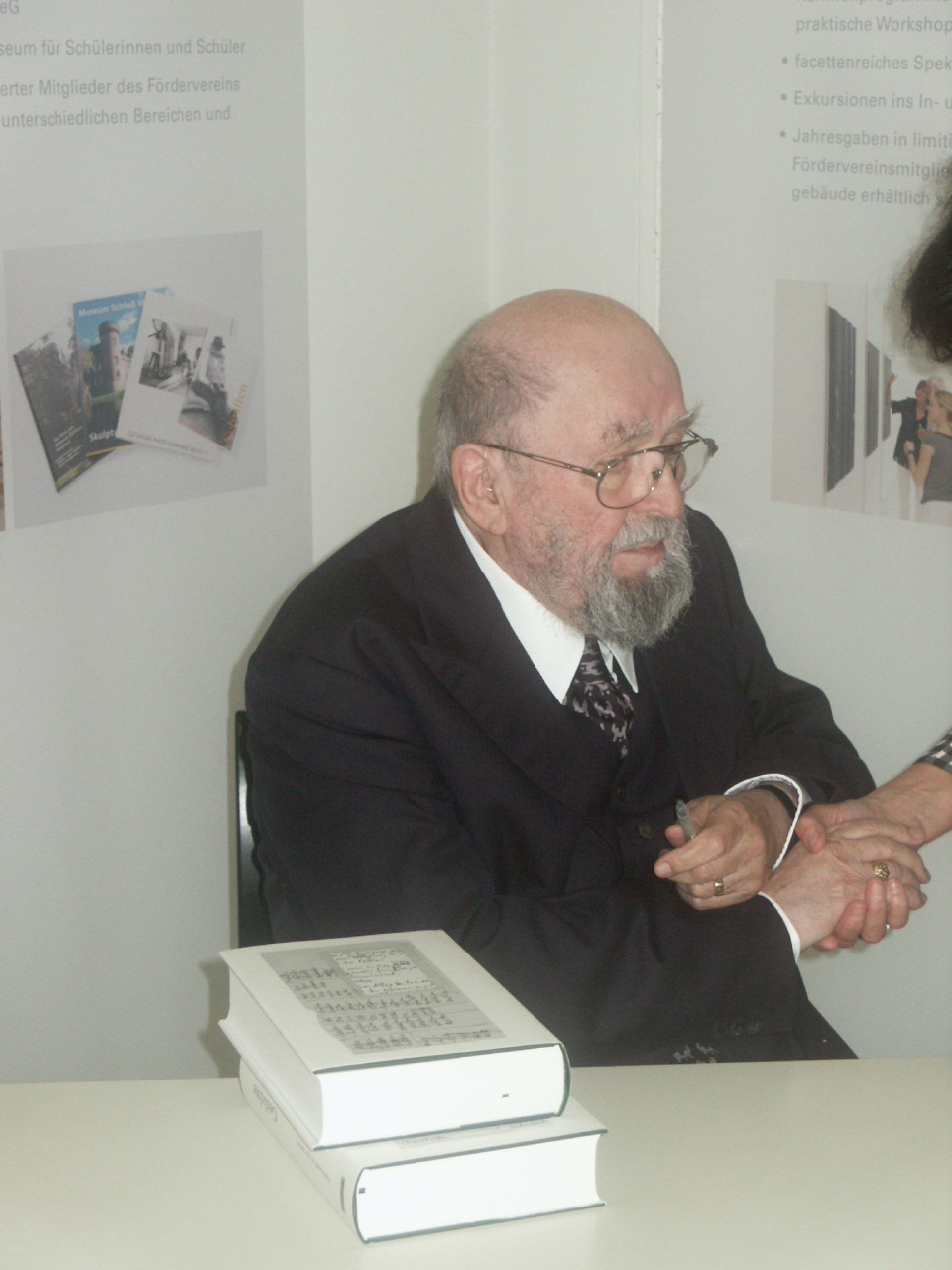
Van der Grinten bij de presentatie van zijn gedichtenbundel in 2013

Franz Joseph van der Grinten (Kranenburg, 11 juni 1933 – Bedburg-Hau, 7 oktober 2020) was een Duitse dichter, beeldend kunstenaar, kunstverzamelaar, en museumdirecteur van Museum Schloss Moyland. Hij bouwde samen met zijn broer Hans van der Grinten een omvangrijke kunstverzameling op met onder andere ruim vierduizend werken van Joseph Beuys. Hij werkte als kunstdocent, schreef vele teksten over kunstbeschouwing, maakte vertalingen en publiceerde gedichten.

## Levensloop
Franz Joseph van der Grinten werd in 1933 geboren in Kranenburg, in Kreis Kleve in de Duitse Nederrijnregio. Hij groeide samen met zijn oudere broer Hans van der Grinten op op de boerderij van zijn ouders in Kranenburg. Vanaf 1943 tot 1954 bezocht hij het Gymnasium in Kleef (het schoolbezoek werd in de oorlogstijd onderbroken). Tussen 1946 en 1948 kreeg hij tekenles van Johan Davidson Smith.

### Kennismaking met Joseph Beuys
In februari 1946 leerden de gebroeders Van der Grinten de jonge Joseph Beuys kennen in het huis van de leraar Engels, Dr. Heinrich Schönzeler.  Beuys was een paar jaar ouder dan de broers en bereidde zich samen met Ernst Schönzeler voor op zijn toelatingsexamen aan de Kunstacademie Düsseldorf.
Uit deze eerste ontmoeting ontwikkelde zich in de loop der jaren een warme vriendschap. De gebroeders Van der Grinten waren de eersten die tekeningen van Beuys aankochten en tentoonstellingen van zijn werk organiseerden. Zij deden dit bijvoorbeeld reeds in 1953 op de boerderij van hun ouders. Tot de omvangrijke kunstverzameling die zij sinds die tijd opbouwden, behoort de wereldwijd grootste collectie persoonlijke documenten en vroege kunstwerken van Joseph Beuys. De verzameling omvat onder meer: jugendstilkeramiek, verschillende soorten grafiek, schilderijen van leeftijdsgenoten, collages, plastische objecten en beelden. De collectie Van der Grinten maakt sinds 1989 deel uit van het kunstbestand in het museum Slot Moyland te Bedburg-Hau in Duitsland.

### Studie, huwelijk, kinderen
Vanaf 1954 tot 1959 studeerde Van der Grinten rechten en Duitse taalkunde aan de universiteit van Keulen en aan de universiteit van München.
Van 1960 tot 1965 studeerde hij filosofie, angelsaksische talen, 'romanistiek' en kunstgeschiedenis aan de Universiteit van Bonn bij Heinrich Lützeler.
In 1965 trouwde hij met Ingeborg Weber. Zijn zoons zijn allebei beeldend kunstenaar: Gerhard van der Grinten en Franz Rudolf van der Grinten. Zijn dochter Daphne werkt als hoedenmaakster.

### Kunstdocent en vriendschappen
Joseph Beuys bezorgde Van der Grinten een aanstelling als tekenleraar aan het 'Grillo Gymnasium' in Gelsenkirchen (1965 - 1971). Vanaf 1971 tot 1993 was hij kunstdocent aan het Collegium Augustinianum Gaesdonck in Goch, waarvan hij ook de kunstverzameling beheerde. Hij bewoonde met zijn familie een woning op het terrein van deze kostschool. 
De contacten en vriendschappen die hij onderhield met zijn scholieren Paul Wans, Norvin Leineweber, Georg Maria Roers, Christoph Peters, Martin Schumacher en zijn kunstenaars-collegae zoals de Nederlandse beeldend kunstenaars Willem den Ouden en Christiaan Paul Damsté hadden hun weerslag op zowel het werk van de leerlingen als op de verzameling van de beide broers. Hij was lid van de etsclub in Osterath, waarvan ook Erwin Heerich en Holger Runge deel uitmaakten.

### De verzameling van de gebroeders Van der Grinten
Vanaf 1949 begon Franz Joseph van der Grinten samen met zijn broer systematisch een kunstcollectie op te bouwen met werken van moderne kunst. Ze kochten hun eerste prenten (o.a. een houtsnede van Käthe Kollwitz) en fietsten naar Parijs om daar moderne grafiek te kopen. De kunstenaar Hermann Teuber uit Kalkar adviseerde hen om toch vooral ook actuele kunst te verzamelen en te documenteren. Hij wees hen op het jonge talent van Joseph Beuys. Op initiatief van Beuys begonnen de gebroeders later naast hedendaagse kunst ook classicisme, jugendstil, art deco en fotografie te verzamelen. Het was typerend voor hen dat zij thuis en bij tentoonstellingen alle beschikbare muren vanaf kniehoogte tot plafond volhingen met kunstwerken. Dit was bekend als de Petersburgse stijl van exposeren, in het Duits: Petersburger Hängung, later soms ook Moyländer Hängung genoemd.

### Museumdirecteur Slot Moyland
Tussen 1993 en 2003 was Franz Joseph van der Grinten samen met zijn broer artistiek directeur van museum Slot Moyland. Zij hadden hun verzameling in 1989 ingebracht in een stichting die tot doel heeft het werk van Joseph Beuys voor een breed publiek toegankelijk te maken. In de functie van museumdirecteur, die hij tot zijn zeventigste uitoefende, was hij verantwoordelijk voor een aantal bijzondere exposities en publicaties. De reconstructie van de torenspits op de noordtoren van het slot werd mogelijk gemaakt door donaties aan hem bij zijn vertrek als directeur. In november 1992 ontving hij het teken van de Orde van Verdienste van de deelstaat Noordrijn-Westfalen.
Hij woonde en werkte na 1993 am Erfgen in de gemeente Bedburg-Hau tussen Till-Moyland en Kleef. Na zijn pensionering als museumdirecteur verbleef hij regelmatig op Lanzarote. Hij overleed op 87-jarige leeftijd in Till-Moyland en werd begraven op het kerkhof bij de stichtskerk van Gaesdonck.

## Oeuvre

### Schrijver en dichter
Franz Joseph van der Grinten was actief als schrijver sedert 1940. Sinds 1960 publiceerde hij beschouwende teksten over beeldende kunst, over Antieke kunst, over monumentenzorg en over individuele kunstenaars. Sinds 1985 hield hij zich intensief bezig met poëzie door gedichten te schrijven en door gedichten van anderen te vertalen. In oktober 2013 verscheen zijn debuutalbum als dichter: Ausgewählte Gedichte, ter gelegenheid van zijn tachtigste verjaardag bezorgd door Förderverein Museum Schloss Moyland e.V.

### Tekenaar, schilder, graficus
In 1950 maakte Van der Grinten zijn eerste houtsnedes. Sinds 1951 was hij organisator van tentoonstellingen en in 1953 begon hij te schilderen. De relatie tussen kunst en kerk speelt een belangrijke rol in zijn werk. In 1964 ontstond een eerste serie etsen. Sinds 1979 ontwierp hij grafmonumenten, kerkramen en ruimtelijk werk voor kerkgebouwen. Hij ontwierp jaarlijks de afbeelding op de bekers van de Glühwein die aangeboden werd op de kerstmarkten van museum Slot Moyland. Hij bedacht ook de sculptuur "Stuhl der Fürstäbtissin" die uitgevoerd werd door de beeldhouwer Christoph Wilmsen-Wiegmann uit Kalkar en geplaatst werd in Hoog-Elten, als onderdeel van een sculpturenas tussen Kleef en Hoog-Elten.
In 2023 besteedde Museum Katharinenhof in Kranenburg aandacht aan zijn 90ste geboortejaar met een overzicht van zijn beeldend werk uit zes decennia. Tegelijkertijd huldigde Museum Slot Moyland hem met een selectie van bijzondere stukken uit zijn omvangrijke kunstverzameling.

## Publicaties (selectie)
- Ausgewählte Gedichte : Wort Klang Linie, Franz Joseph van der Grinten zum 80. Geburtstag, Pagina Verlag, Goch 2013
- Menschenbild - Christusbild. Auseinandersetzung mit einem Thema der Gegenwartskunst, Katholisches Bibelwerk, 1984 (met Friedhelm Mennekes)
- Mythos und Bibel : Auseinandersetzung mit einem Thema der Gegenwartskunst, Katholisches Bibelwerk, 1985 (met Friedhelm Mennekes)
- Abstraktion - Kontemplation : Auseinandersetzung mit einem Thema der Gegenwartskunst, Katholisches Bibelwerk, 1987 (met Friedhelm Mennekes)
- Franz Joseph van der Grinten zu Joseph Beuys, Wienand Verlag, Keulen, 1993 (samensteller: Friedhelm Mennekes)